# Edenkoben

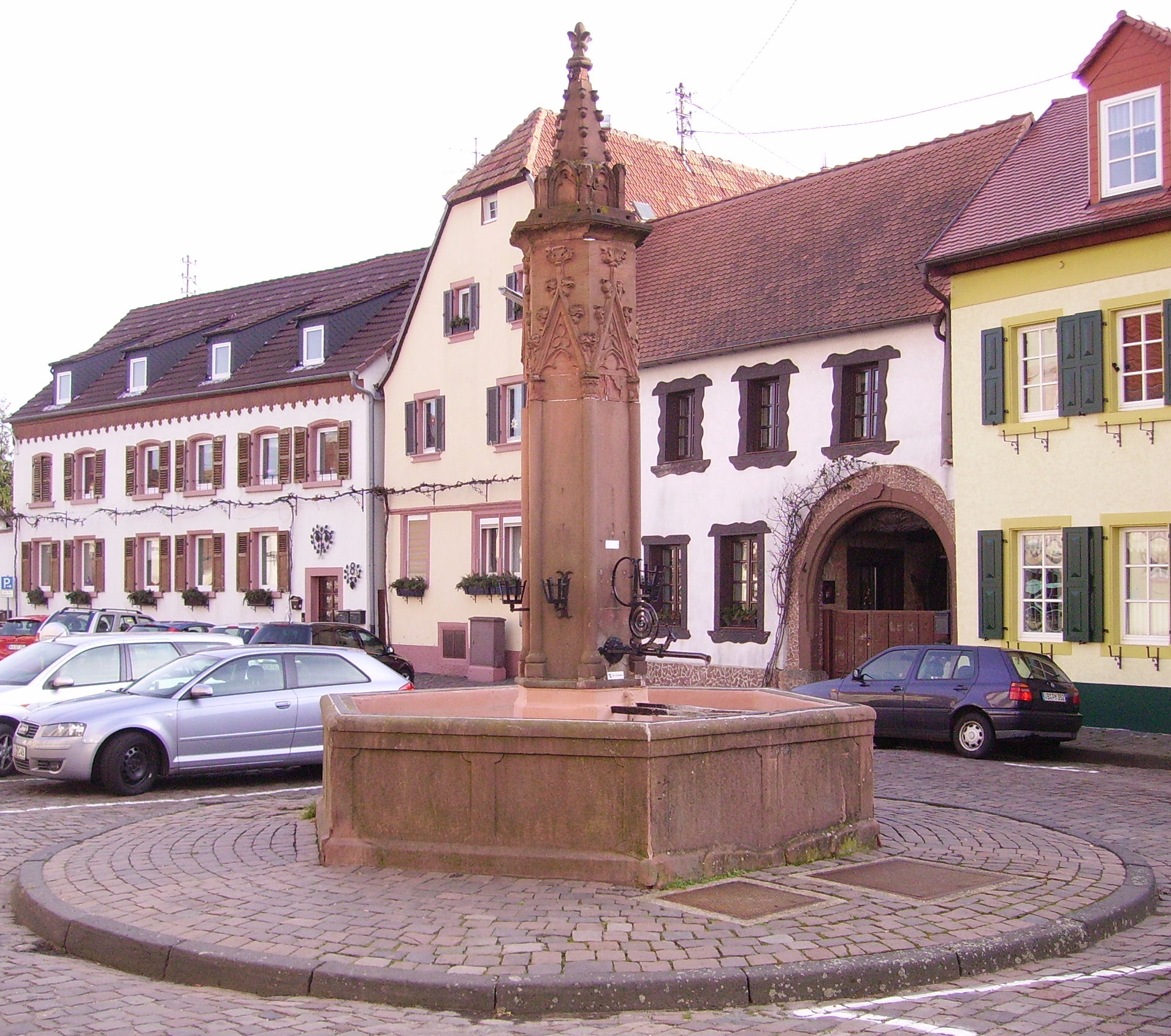
Fuente de Laufbrunnen en Edenkoben

Edenkoben (pronunciación en alemán: /ˈeːdn̩ˌkoːbn̩/ⓘ) es un municipio perteneciente al distrito del Südliche Weinstraße, en Renania-Palatinado, Alemania. Está ubicado aproximadamente a mitad de camino entre Landau y Neustadt an der Weinstraße. Edenkoben es una de las ciudades situadas a lo largo de la Ruta del vino alemán. 

## Historia
Algunos hechos destacados en la historia de Edenkoben son:
- Se cita por vez primera en el año 769 como Zotingkowe.
- Aparece mencionada en el Códice de Lorsch.
- En 1541 se coloca la primera tubería para la conducción de agua.
- Esta parte de Renania pasó a Baviera en el 1815 de acuerdo con los acuerdos del Congreso de Viena, que reorganizó muchos de los territorios que habían formado parte del imperio napoleónico.
- El sufragio municipal existió en Edenkoben desde 1818.
- Entre 1845 y 1852 el castillo de Villa Ludwigshöhe fue construido para servir de residencia de verano a los reyes de Baviera.
- La era del nacional socialismo también afectó a la localidad. En 1938 fue destruida la sinagoga de la localidad, que databa de 1827. También la ciudad fue afectada por bombardeos durante la Segunda Guerra Mundial.

## Economía
En la localidad existe una abundante presencia del vino: tanto en lo referido a su cultivo como a su comercialización. 
Dentro del sector secundario, la zona cuenta con fábricas relacionadas con la industria del automóvil tanto para la realización de sistemas de escape como para la producción de puertas para vehículos. 

## Religión
Al igual que otras localidades en la zona, Edenkoben posee una iglesia católica y otra protestante. 
Según datos de 2012, un 35,2% de los habitantes son protestantes y un 34,8% son católicos. El 30% restante profesaban otras religiones o no se adscribían a ninguna.

## Hermanamientos
- Étang-sur-Arroux
- Bexbach
- Dinkelsbühl
- Radeburg

- Datos: Q537985
- Multimedia: Edenkoben / Q537985

1. ↑  Worldpostalcodes.org, código postal n.º 67480.